# Toxitiades sericeus
Toxitiades sericeus là một loài bọ cánh cứng trong họ Cerambycidae.